# Penance
Penance är en brittisk thrillerserie vars första säsong hade premiär den 17 mars 2020. Seriens första säsong bestod av tre avsnitt och är skapad av Kate O'Riordan.

## Handling
Serien kretsar kring Rosalie som sörjer sin avlidne son och vägrar acceptera att hans död var en olyckshändelse. När hon träffar Jed förändras livet för henne och hennes tonårsdotter Maddie.

## Rollista (i urval)
- Julie Graham - Rosalie Douglas
- Neil Morrissey - Luke Douglas
- Tallulah Greive - Maddie Douglas
- Art Malik - Tom Hayes
- Nico Mirallegro - Jed Cousins
- Wanda Ventham - Fay Douglas